# Up (pel·lícula de 1984)
Up és un curtmetratge rodat l'any 1984 per Mike Hoover i Tim Huntley. Guanyà el premi Oscar al millor curtmetratge l'any 1985.

## Repartiment
- Ed Cesar - Ell mateix